# Cattedrale di Chelmsford
La cattedrale di Chelmsford detta cattedrale di Santa Maria Vergine, San Pietro e San Cedda (in inglese Cathedral Church of St Mary the Virgin, St Peter and St Cedd) è la chiesa principale della diocesi anglicana di Chelmsford, nell'Essex (Inghilterra).
Cattedrale dal 1914, anno dell'istituzione della diocesi locale, la chiesa nacque probabilmente insieme alla città intorno al 1200, ma fu in seguito oggetto di diverse ricostruzioni, tra XV e XVI secolo.